# Tadeusz Puget

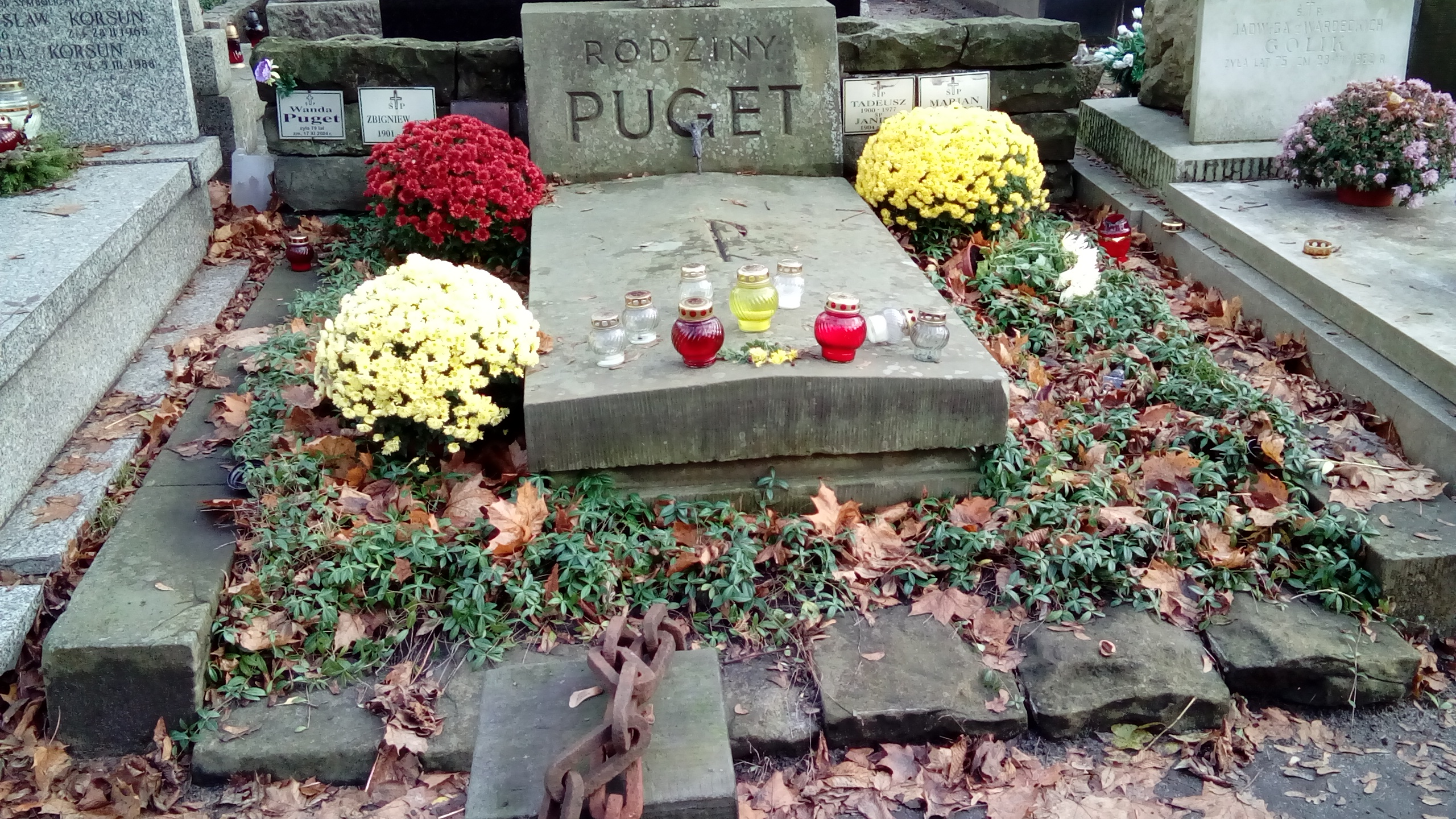
Grób rodziny Pugetów na cmentarzu Powązkowskim

Tadeusz Marek Puget (ur. 18 czerwca 1900 w Warszawie, zm. 1 grudnia 1977 tamże) – polski podporucznik Armii Krajowej, kawaler Krzyża Srebrnego Orderu Wojennego Virtuti Militari.

## Życiorys
Urodził się jako obywatel francuski w rodzinie Jana Franciszka (przemysłowca) i Jadwigi z domu Tańskiej. Miał czterech braci: Mieczysława, Jerzego, Zbigniewa i Jana (dwóch pierwszych zmarło w dzieciństwie). Ukończył Gimnazjum Realne Mariana Rychłowskiego, należał do skautingu. W listopadzie 1918 wstąpił ochotniczo do odrodzonego Wojska Polskiego, początkowo w Warszawskim Batalionie Piechoty, wraz z którym wszedł w skład 21 pułku piechoty „Dzieci Warszawy”. Następnie przeniesiony do 2 dywizjonu artylerii konnej, ciężko ranny w bitwie pod Cycowem (15–16 sierpnia 1920). W wyniku odniesionej rany na resztę życia pozostał z wadą słuchu. W II połowie 1921 (po tragicznej śmierci ojca w sierpniu tr.) przejął prowadzenie rodzinnego interesu – „Zakładów Introligatorsko-Graficznych Puget, Jarzyna Spółka z o.o.”. Po spłaceniu wspólnika został w 1935 jedynym właścicielem firmy, w tym samym roku przyjął obywatelstwo polskie .
Od jesieni 1939 w konspiracji – początkowo w Organizacji Wojskowej „Wilki”, następnie w Związku Walki Zbrojnej i Armii Krajowej. W 1942 objął stanowisko kwatermistrza V rejonu w VI Obwodzie Praga Armii Krajowej. W budynkach jego firmy i w jego mieszkaniu prywatnym odbywały się szkolenia i ćwiczenia oraz magazynowano broń i amunicję. Za zasługi położone na rzecz konspiracji odznaczony został w 1944 Krzyżem Srebrnym Orderu Virtuti Militari. W czasie powstania warszawskiego przebywał na Pradze. Po wyzwoleniu stolicy otworzył ze wspólnikiem mały zakład prywatny, zlikwidowany w 1952. Na krótki czas wcielony został do Ludowego Wojska Polskiego. Szykanowany za swą przynależność do Armii Krajowej. Pracował w wydawnictwach artystycznych (jako redaktor techniczny), w Spółdzielni Pracy „Marchlewski” (na stanowisku kierownika technicznego) oraz w biurze projektów Spółdzielni „Samopomoc Inwalidzka” (jako główny konstruktor). Działał w Związku Bojowników o Wolność i Demokrację, szczególną opieką otaczając rodziny kombatantów .
Od 1924 żonaty z Janiną z domu Siennicką (1904–1984), z którą miał córkę Wandę Martę (1925–2004) – łączniczkę Armii Krajowej w powstaniu warszawskim. Zmarł w Warszawie i spoczywa razem z żoną i córką na tamtejszym cmentarzu Powązkowskim (kwatera: 62, rząd: 4, miejsce: 6 i 7).

## Odznaczenia
- Krzyż Srebrny Orderu Wojennego Virtuti Militari nr 12652
- Krzyż Walecznych
- Krzyż Kawalerski Orderu Odrodzenia Polski
- Srebrny Krzyż Zasługi z Mieczami
- Krzyż Armii Krajowej
- Krzyż Partyzancki[2]